# 2-га панцергренадерська дивізія «Герман Герінг»
2-га парашу́тна панцергренадерська диві́зія «Ге́рман Ге́рінг» (нім. Fallschirm-Panzergrenadier-Division 2 Hermann Göring) — змішана дивізія, з'єднання Люфтваффе за часів Другої світової війни. Входила до складу, так званих дивізій Германа Герінга.

## Райони бойових дій
- Польща (вересень 1944 — лютий 1945);
- Німеччина (лютий — травень 1945).

## Командування

### Командири
- генерал-майор Еріх Вальтер (нім. Erich Walther) (24 вересня — листопад 1944);
- оберст Вільгельм Зет (нім. Wilhelm Söth) (листопад 1944 — січень 1945);
- оберст Георг Зегерс (нім. Georg Seegers) (січень — березень 1945);
- оберст Гельмут Гуфенбах (нім. Helmut Hufenbach) (березень — 27 березня 1945);
- генерал-майор Еріх Вальтер (27 березня — 8 травня 1945).

## Нагороджені дивізії
Нагороджені дивізії
|  | Кавалери Нагрудного знаку ближнього бою в золоті                        | 1                                               |
|  | Кавалери Золотого Німецького Хреста                                     | 2                                               |
|  | Кавалери Лицарського хреста Залізного хреста з Дубовим листям та Мечами | 1 (№ 131 оберст Еріх Вальтер — 01.02.1945)      |
|  | Кавалери Лицарського хреста Залізного хреста з Дубовим листям           | 1 № 834 майор Ганс-Арно Остермаєр — 15.04.1945) |
|  | Кавалери Лицарського хреста Залізного хреста                            | 8                                               |